# Амири, Шамсуддин
Шамсудди́н Амири́ (перс. شمس الدین امیری‎ 12 января 1985, Кабул, Афганистан) — афганский футболист, вратарь. В июне 2007 года был признан лучшим игроком года в Афганистане.
Во время гражданской войны Шамсуддин с семьей бежал в Пакистан и там занимался футболом в клубе «Пакистан Телевижн», в 2003 году вернулся на родину.
В составе клуба «Кабул Банк» в 2009 и 2010 году Шамсуддин стал чемпионом Премьер-лиги Кабула, в 2008 году дошёл до финала Кубка национального единения.
В составе сборной принимал участие в Кубке вызова АФК 2006 и 2008, Кубке футбольной федерации Южной Азии 2008.
Младший брат Шамсуддина полузащитник Зубаир Амири и дальние родственники полузащитники Надим и Наувид играют в Германии, а с братом защитником Зохибом они вместе играли за «Кабул Банк» и сборную Афганистана.